# Tibellus propositus
Tibellus propositus là một loài nhện trong họ Philodromidae.
Loài này thuộc chi Tibellus. Tibellus propositus được Carl Friedrich Roewer miêu tả năm 1951.